# Frediana Biasutti
Frediana Biasutti (Como, 29 dicembre 1969) è una giornalista italiana.

## Biografia
Nata a Como, diventa giornalista di professione iscrivendosi all'Ordine dei giornalisti nel 1997. Lavora al TG2 dal 1997, arrivando alla conduzione del TG2 nel 2013. Dal 4 novembre 2013 conduce la rubrica giornaliera di Tg2 Insieme.